# Polizeiruf 110: Zapfenstreich
Zapfenstreich ist ein Fernsehfilm aus der Krimireihe Polizeiruf 110. Der im Auftrag des Bayerischen Rundfunks unter der Regie von Christoph Stark produzierte Beitrag wurde am 9. Mai 2010 im Ersten Programm der ARD erstgesendet. Es ist die 313. Episode der Krimireihe sowie der dritte und zugleich letzte Fall mit Ulrike Steiger als Ermittlerin.

## Handlung
Ulrike Steiger wird, nach dem tragischen Tod ihres Mentors Friedl Papen, ein neuer Hauptkommissar zugeteilt. Lars Reiter zeigt sich anfangs nicht begeistert von seiner neuen Stelle, bemerkt aber sehr bald die Qualitäten seiner Kollegin. Ihr erster gemeinsamer Einsatz führt ausgerechnet zu einem erneuten Todesfall bei der Bundeswehr. Eine junge Soldatin, die gerade einen Lehrgang zur Vorbereitung eines Auslandseinsatzes absolvierte, wurde tot in ihrer Münchner Wohnung aufgefunden. Nach ersten Untersuchungen starb Silke Schubert durch einen Genickbruch und war in der sechsten Woche schwanger.
Steiger und Reiter befragen als erstes ihren Kompaniefeldwebel Melzer, der offensichtlich nicht viel von seiner Soldatin hielt. Zusammen mit ihren Kameradinnen Rosie, Heike und Inka war sie fest entschlossen, zu einem Auslandseinsatz entsandt zu werden, was Melzer ihnen ständig versuchte zu verbauen. Da Melzer nicht sehr kooperativ ist, bittet Steiger ihren Vater um Unterstützung, damit sie sich in der Kaserne und unter den Soldaten mehr umhören kann. Dabei kann sie sich von den teils unwürdigen Methoden Melzers überzeugen. Sie wird sogar Zeugin, wie bei einer Gefechtsübung auf Heike und Rosie scharf geschossen wird. Dabei scheint auch die angebliche Freundin Inka eine Rolle zu spielen, die im Gegensatz zu ihren beiden Kameradinnen eine knallharte Einzelkämpferin ist.
Lars Reiter konzentriert sich derweil auf Deniz, den Vater von Silkes kleiner Tochter, dem sie das Sorgerecht für das Kind überlassen hatte, das sie aber inzwischen zurück wollte. Deniz benimmt sich dabei recht auffällig und versucht sich den Fragen des Kommissars zu entziehen. Als Reiter nicht nachlässt, räumt der Verdächtige ein, sich mit Silke gestritten zu haben, aber mehr als eine Ohrfeige hätte es nicht gegeben. Der Kommissar hält ihn dennoch für den Täter und überbringt Steiger seine Ermittlungsergebnisse. Sie entscheidet sich jedoch dafür, noch bei der Truppe zu bleiben, da sie sich sicher ist, einem Geheimnis auf der Spur zu sein. Dabei gerät sie massiv mit Melzer aneinander, der sie k. o. schlägt und daraufhin festgenommen wird. Beim Verhör stellt sich heraus, dass Inka auf ihre Kameradinnen scharf geschossen hatte, weil sie dem Ausbilder beweisen wollte, dass sie ohne Skrupel ist. Während des Verhörs läuft Rosie Amok. Sie befürchtet, in Kürze enttarnt zu werden, denn sie hatte Silke im Affekt umgebracht, weil sie herausgefunden hatte, dass ihr Freund René sie betrogen hatte und er der Vater von Silkes Kind war. In der Auseinandersetzung mit Rosie wird Steiger gezwungen auf Rosie zu schießen, die daraufhin stirbt.
Steiger bekommt immer mehr Zweifel, ob dieser Beruf bei der Polizei der richtige für sie ist. Sie war vor der Gewalt aus der Bundeswehr geflohen und muss erkennen, dass sich für sie trotzdem nicht viel geändert hat. Kurzerhand kündigt sie ihre Polizeikarriere auf und geht.

## Hintergrund
Stefanie Stappenbeck ermittelt in dieser Episode zusammen mit Lars Eidinger.

## Rezeption

### Einschaltquoten
Die Erstausstrahlung von Zapfenstreich am 9. Mai 2010 wurde in Deutschland von 6,71 Millionen Zuschauern gesehen und erreichte einen Marktanteil von 19,2 Prozent für Das Erste.

### Kritik
Rainer Tittelbach von tittelbach.tv schreibt anerkennend: „‚Zapfenstreich‘ bringt das Stappenbeck-Intermezzo beim bayerischen ‚Polizeiruf 110‘ mit Anstand zu Ende. Schade ist es allemal. Mit Jörg Hube an ihrer Seite hätte etwas sehr Eigenes entstehen können. Schauspielerisch ist sie ein Hochkaräter.“
Die Kritiker der Fernsehzeitschrift TV Spielfilm meinen, dieser Polizeiruf ist ein „Krawallkrimi, der Frauenfeindlichkeit in den Reihen der Bundeswehr ohne Rücksicht auf Verluste anprangert. Sicher zugespitzt, aber unterhaltsam.“